# Belomys pearsonii
Belomys pearsonii — вид мишоподібних гризунів з родини вивіркових (Sciuridae), єдиний вид з роду Belomys.

## Опис
Забарвлення хутра зверху рудувато-коричневе, знизу білувате. Довга шерсть на лапах, яка покриває навіть кігті та захищає від холоду на великій висоті, дає йому назву. Довжина тіла голови близько 22 см, плюс 13 см хвоста.

## Поширення
Країни проживання: Бутан, Китай, Індія, Лаос, М'янма, Непал, Тайвань, Таїланд, В'єтнам. Вид проживає на висотах від 800 до 2400 метрів. Зустрічається в помірних і субтропічних сухих листяних лісах. Схоже, що він обмежений первинним лісом.

## Спосіб життя
Це переважно нічний і деревний вид. Було виявлено, що він займає дупла дерев у густих широколистяних лісах, а також у тріщинах скель. Розмір виводку 1–2 дитинчат. Цей вид живиться листям і фруктами, а популяції на півночі та у великих висотах, як відомо, харчуються листям дуба та хвоєю кедра та сосни.

## Загрози й охорона
Основні загрози для цього виду на більшій частині його ареалу включають загальну втрату середовища існування (часто через лісозаготівлю та перетворення землі на сільськогосподарське використання) та значний рівень полювання заради їжі. У Південній Азії їй загрожують змінне (джум) вирощування, лісові пожежі, монокультурні плантації та полювання для місцевого споживання.
Його внесено до Додатку II Закону про (охорону) дикої природи Індії 1972 р. Відомо з таких охоронних територій у Південній Азії: заповідник дикої природи Пакхуї, Аруначал-Прадеш і заповідник дикої природи Ненгпуй, Мізорам в Індії; Королівський національний парк Читван в центральному Непалі.